# Sredni Kolixlei
Sredni Kolixlei (en rus: Средний Колышлей) és un poble de l'óblast de Saràtov, a Rússia, segons el cens del 2010 tenia 139 habitants. Pertany al districte municipal d'Atkarsk.